# Wallace e Gromit - Le piume della vendetta
Wallace e Gromit - Le piume della vendetta (Wallace & Gromit: Vengeance Most Fowl) è un film d'animazione del 2024 creato in stop-motion diretto da Nick Park e Merlin Crossingham e prodotto da Aardman Animations e Netflix, quest'ultimo anche distributore.
È il sequel del film Wallace & Gromit - La maledizione del coniglio mannaro (2005) e la continuazione del cortometraggio I pantaloni sbagliati (1993).

## Trama
Sono passati alcuni anni dall'avventura in cui Wallace e Gromit assicurarono alla giustizia il malvagio pinguino criminale Feathers McGraw, impedendogli di recuperare il prezioso Diamante Blu; da quel momento, quest'ultimo è rinchiuso in uno zoo e attende di potersi vendicare. Nel frattempo i due conducono una vita serena, nonostante la dipendenza di Wallace dalla tecnologia infastidisca Gromit, preoccupato perché le strampalate invenzioni del suo padrone non procurano denaro per sopravvivere. La svolta arriva quando Wallace inventa Norbot, uno gnomo-robot in grado di svolgere alla perfezione lavori di giardinaggio e bricolage. Gromit mal sopporta la nuova invenzione, che gli toglie il piacere dei lavoretti domestici e lo tormenta col suo comportamento robotico; Norbot ha però un grande successo, e molti concittadini lo prendono in affitto perché svolga i lavori domestici; Wallace diventa famoso e viene intervistato da un canale televisivo.
Nell'intervista, l'uomo svela ingenuamente dei particolari che consentono a Feathers McGraw di organizzare la sua vendetta dall'interno della sua cella: con uno stratagemma riesce ad hackerare il pc dello zoo e, tramite esso, riprogramma Norbot in modo che assuma un comportamento malvagio. Nottetempo, lo gnomo crea un esercito di propri cloni; per nulla insospettito, Wallace lascia che i Norbot svolgano lavori in tutta la città, controllando i loro spostamenti per mezzo di un apposito radar. Mentre lavorano, tuttavia, i Norbot rubano diversi oggetti: l'ispettore-capo Mackintosh, che all'epoca prese in consegna il Diamante Blu, sospetta che il colpevole sia Wallace, mentre la sua nuova recluta, la tenente Mukherjee, è meno convinta. I due perquisiscono la casa di Wallace e sequestrano tutte le invenzioni, ma non sono in grado di trovare i Norbot.
Gromit recupera il radar dalla stazione di polizia e rintraccia i Norbot, scoprendo che essi hanno usato gli oggetti rubati per costruire un rudimentale sottomarino con cui far evadere Feathers McGraw dallo zoo. Durante la fuga, McGraw scopre Gromit e ordina al Norbot originale di eliminarlo; l'impatto di una caduta accidentale, tuttavia, resetta lo gnomo alle impostazioni originali, facendolo tornare buono e servizievole: col suo aiuto, Gromit riesce a mettersi in salvo.
Gromit crede che McGraw voglia impadronirsi del Diamante Blu, che quella sera stessa sarà esposto per la prima volta dopo il suo recupero; si reca così al museo, dove uno sconcertato Mackintosh scopre al suo posto una rapa. Gromit capisce allora che, poco prima della cattura, McGraw aveva nascosto il vero Diamante Blu in una vecchia teiera a casa di Wallace, e il suo piano è di recuperarlo facendo cadere la colpa sul suo padrone. Corre così a casa, ma lui e Wallace vengono catturati dai Norbot. McGraw recupera il diamante e imprigiona Wallace e Gromit nello sgabuzzino.
Il Norbot originale riesce a liberare Wallace e Gromit, e i tre si lanciano in un rocambolesco inseguimento su delle barche, inseguiti a loro volta dalla polizia in bicicletta (che ancora sospetta della colpevolezza di Wallace). Gromit salta sulla barca di McGraw e recupera il Diamante, mentre Wallace inventa sul momento una macchina in grado di lanciare vecchi stivali sui Norbot, in modo da resettare anche loro; privato dell'aiuto degli gnomi, McGraw cerca di fuggire instradando la sua barca in un acquedotto e facendola deragliare su un precipizio. Gromit rimane sospeso nel vuoto, e McGraw gli promette la salvezza in cambio del Diamante Blu; Wallace insiste che lo faccia, affinché egli esca vivo dalla situazione e il cane gli lancia il sacco contenente il gioiello, ma McGraw lo lascia precipitare. Gromit viene però salvato dai Norbot.
McGraw fugge a bordo di un treno, ma scopre che Gromit ha messo di nuovo una rapa al posto del Diamante, che viene riconsegnato alla polizia. Mackintosh elogia Mukherjee per aver seguito il proprio istinto, e va in pensione lasciando la carica alla sua allieva. Wallace viene riabilitato, ma ammette che la tecnologia non può sostituire del tutto i sentimenti umani; Gromit, in cambio, accoglie i Norbot come amici.

## Personaggi
- Wallace: è un inventore geniale e strampalato che però finisce spesso per combinare guai con le proprie creazioni. Vive insieme a Gromit e in questo film deve affrontare il ritorno di un suo nemico passato, Feathers McGraw.
- Gromit: è un cane che, nonostante la mancata capacità di parlare, si comporta in tutto e per tutto come un uomo. Vive insieme a Wallace al quale da una mano nelle sue avventure e invenzioni.
- Feathers McGraw: antagonista principale del film, è un perfido pinguino dalla più grande mente criminale che i due protagonisti catturarono nel cortometraggio I pantaloni sbagliati. Ora è tornato per vendicarsi del duo che ha stroncato la sua infame carriera criminale.
- Norbot: uno gnomo da giardino robot inventato da Wallace, è in grado di eseguire alla perfezione tutti i lavori di giardinaggio e bricolage.
- Ispettore Albert Mackintosh: poliziotto "alla vecchia maniera", già introdotto nel precedente film. Prossimo alla pensione, vuole chiudere la propria carriera in bellezza con l'esposizione del Diamante Blu. Più dedito all'azione che al ragionamento, è molto pasticcione.
- PC Mukherjee: una giovane e brillante tenente, allieva di Mackintosh, è a tratti ancora molto ingenua ma può contare su un ottimo istinto.

## Colonna sonora
La colonna sonora è stata composta da Lorne Balfe e dal compositore della serie Julian Nott, con i temi composti da Nott. Balfe aveva già fornito musica aggiuntiva per la colonna sonora di Nott in La maledizione del coniglio mannaro (2005).Gromit ascolta "By the Sleepy Lagoon" di Eric Coates prima di essere interrotto da Norbot. "Born Free" di Matt Monro compare brevemente anche nel film, interpretato da Feathers McGraw durante la scena della fuga. Feathers McGraw ad un certo punto suona La Toccata e Fuga in re minore di Bach sull'organo montato nel suo sottomarino, un riferimento all'uso del pezzo nel film Ventimila leghe sotto i mari del 1954, interpretato dal Capitano Nemo.

## Promozione
Il primo teaser del film è uscito il 6 giugno 2024, il secondo il 16 ottobre dello stesso anno, e il trailer ufficiale è uscito il 21 novembre.

## Distribuzione
L'uscita internazionale del film è avvenuta il 3 gennaio 2025 su Netflix.

### Edizione italiana
Il doppiaggio italiano è diretto da Gianni G. Galassi, su dialoghi di Daniela Nobili, mentre la direzione musicale è di Francesco Longo; per conto della CDC Sefit Group che si è occupata anche della sonorizzazione.
Wallace è doppiato da Franco Mannella, che subentra a Danilo De Girolamo (deceduto nel 2012) e Mino Caprio (voci del personaggio rispettivamente nel precedente film e nel quarto corto), mentre Norbot ha la voce di Stefano Brusa (Suo padre Mario Brusa fu la prima voce di Wallace nei primi tre cortometraggi). Infine sul commissario Mackintosh viene riconfermato Angelo Maggi.

## Accoglienza

### Critica
Sul sito aggregatore di recensioni Rotten Tomatoes, il 100% delle 128 recensioni della critica sono positive, con una valutazione media di 8,3/10. Il consenso del sito web recita: "Confortante come formaggio e cracker, con qualche delicata nervatura di tecnologia moderna cosparsa sopra, Le piume della vendetta fa rivivere questa adorabile coppia con tutto il loro fascino intatto." Metacritic, che utilizza una media ponderata, ha assegnato il film un punteggio di 83 su 100, sulla base di 31 critici, indicando "il plauso universale".

## Riconoscimenti
- 2025 – Premio Oscar
  - Candidatura per il miglior film d'animazione
- 2025 – Golden Globe[11]
  - Candidatura al miglior film d'animazione